# 90º minuto
90º minuto è stato un programma televisivo italiano di genere sportivo, in onda sulle reti Rai dal 27 settembre 1970 al 24 maggio 2025. Condotto nel corso delle sue numerose edizioni da diversi presentatori, tra cui spiccano Paolo Valenti (20 edizioni) e Paola Ferrari (10 edizioni), trasmette brevi sintesi delle partite di calcio dei campionati italiani di Serie A e di Serie B. Nel corso degli anni la trasmissione ha ricoperto un ruolo importante nel diffondere il calcio presso il grande pubblico, diventando un appuntamento fisso della domenica pomeriggio per milioni di sportivi italiani. Gli ascolti altissimi (toccando punte di 20 milioni negli anni settanta) hanno reso il programma un vero fenomeno di costume, favorito dal fatto che per molti anni 90º minuto era la prima trasmissione a mostrare le azioni salienti delle partite di campionato. Con la frammentazione del calendario calcistico e la diffusione delle pay TV, il ruolo di 90º minuto perde inesorabilmente ascolti e importanza.

## Storia

### Anni settanta
Il titolo originale della trasmissione è Novantesimo minuto, tutto in lettere, e inizia alle ore 17:45. Conducono il programma Maurizio Barendson e Paolo Valenti: il primo commenta le partite, mentre il secondo legge i risultati; le immagini erano riversate ai centri di produzione di Milano, Torino, Roma e Napoli.
Il 5 gennaio 1975, il 17 e il 31 maggio 1987, la trasmissione va in onda senza immagini per lo sciopero degli operatori televisivi.
Gian Piero Galeazzi prende il posto di Paolo Valenti in due circostanze: il 9 maggio 1976 (quando Valenti è in Friuli, inviato del TG1 per il terremoto) e l'8 aprile 1979 (quando Valenti è costretto in casa da una colica renale). Il 23 aprile 1989 e il 15 ottobre dello stesso anno è Paolo Giani a sostituire il conduttore.
A partire dalla stagione 1976-1977, la grafia del titolo della trasmissione viene cambiata in 90º minuto e la conduzione è del solo Valenti, la competenza del programma passa al TG1 e fanno la loro comparsa i corrispondenti dalle sedi regionali della RAI. Inoltre, nel 1979, è il primo programma a trasmettere le immagini con registrazione elettronica RVM, una vera innovazione per l'epoca, mentre due anni prima era andato in onda per la prima volta a colori: le prime immagini a colori furono quelle di Genoa-Torino e Lazio-Catanzaro, mentre le altre partite, come Milan-Cesena, erano ancora in bianco e nero in quanto molte sedi regionali della RAI non erano ancora attrezzate per il passaggio al colore, che vi si sarebbe verificato nei mesi seguenti (nella sede RAI di Milano a febbraio 1977).
Nasce inoltre Notizie Sportive, condotto da Valenti, un flash di pochi minuti in cui vengono presentate le partite, poi aggiornate nell'intervallo, dando spazio anche a notizie di altri sport. Vi è anche una rassegna stampa curata da Valenti, con la collaborazione di Ettore Frangipane.

### Anni ottanta
Nel 1981 la Lega Calcio vende per la prima volta i diritti televisivi del campionato e la RAI li acquista per 3 miliardi di lire, ma viene posto un vincolo: può andare in onda solo il secondo tempo di una partita in onda alle ore 19:00, così il palinsesto viene cambiato per queste nuove esigenze. Indimenticabile la sigla di chiusura, con tutti i gol della domenica sulle note di Discomania eseguita dai Soundwork-Shoppers, alias Piero Umiliani, un brano del 1978.
Il 28 aprile 1985 la trasmissione non va in onda per uno sciopero dei giornalisti. Per la stessa ragione, già il 30 novembre 1975 la rubrica era stata condotta dagli annunciatori Alberto Lori e Marco Raviart, i quali, senza apparire in video, ma con un cartello fisso che indicava ciascuna delle otto partite di riferimento di quella giornata, lessero un resoconto essenziale sull'andamento di ogni singolo match. Il 21 marzo 1982 al posto di Paolo Valenti appare lo speaker Roberto Di Palma, che dà le notizie essenziali (risultati, classifiche e marcatori), così come il 28 febbraio 1988.

### Anni novanta
Cambia l'orario e la formula del programma, l'orario viene spostato alle 18:10, le sintesi delle partite vengono realizzate così: prima le immagini, poi appare il corrispondente per il commento finale. Precedentemente le sintesi si facevano così: prima un'introduzione del corrispondente, poi le immagini e poi il commento finale. Viene introdotta la sigla finale con i goal della domenica sulle note di Jazz Band suonato da Henghel Gualdi, scritto da Amedeo Tommasi e arrangiato da Ortolani per la miniserie TV Jazz band del 1978.
Nel 1990 avviene il cambio di conduzione da Valenti a Fabrizio Maffei (che aveva già aperto un'edizione del 1989 poiché Valenti era convalescente dopo un'operazione medica). Nel 1991 le immagini vengono introdotte da un cartello con la partita e il risultato come nelle altre trasmissioni sportive e vi entra per la prima volta la moviola con Bruno Pizzul, che dura una sola stagione. Dal 1990 al 1992 l'ex inviato Tonino Carino curò una rubrica sul calcio estero.
La puntata del 18 novembre 1990, la prima dopo la morte di Valenti avvenuta 3 giorni prima, si apre con il commovente ricordo di Nando Martellini che, durante l'inizio della trasmissione, scioglie una sorta di "impegno" di Paolo con i telespettatori, rivelando il nome della squadra di cui Valenti era tifoso: la Fiorentina. Nel corso degli anni la sua imparzialità non ha mai fatto intuire per quale squadra facesse il tifo, nonostante un vago accento che tradiva le sue origini toscane (anche se era nato a Roma). Quella domenica la FIGC omaggia lo storico conduttore immediatamente dopo la scomparsa con un minuto di raccoglimento su tutti i campi di calcio di ogni categoria. Nella stagione 1991-1992, in omaggio a Valenti, la Gialappa's Band a Mai dire Gol, in onda su Italia 1, crea una rubrica fissa dedicata alle gaffe e ai momenti memorabili della trasmissione.
La trasmissione, nel 1992, passa di competenza alla Testata Giornalistica Sportiva (poi, dal 1997, Rai Sport), e viene anche cambiato il conduttore, che diventa Gian Piero Galeazzi. Le Notizie Sportive cambiano nome in Palla al centro, Cambio di Campo e Solo per i finali, e iniziano a scomparire gradatamente le corrispondenze dalle sedi RAI regionali per far posto ai giornalisti-inviati della redazione dai pullman regia nei pressi dello stadio.
Fino al 2002, quando il conduttore della trasmissione è impegnato nel seguire altri eventi (come per Galeazzi alla Coppa Davis) o assente, viene sostituito da conduttori della redazione come Giorgio Martino, Iacopo Volpi, Gianni Cerqueti, Marco Mazzocchi, Gianni Bezzi, Amedeo Goria e Franco Lauro, che conduce anche l'ultima puntata della stagione 2001-2002 (sostituisce Fabrizio Maffei, impegnato nella conduzione di un programma dedicato ai campionati mondiali di calcio di Corea del Sud e Giappone 2002). Dal 1994 al 2004 la trasmissione va in onda dallo studio di Domenica in (ad eccezione della stagione 2000-2001, in cui i due programmi andarono in onda da due studi separati, essendo il contenitore domenicale trasmesso dal Teatro delle Vittorie).
Durante il turno infrasettimanale del 10 aprile 1996, la trasmissione si fuse con Stadio Sprint, diventando 90º Sprint. Alla conduzione c'è sempre Galeazzi, coadiuvato da Gianfranco De Laurentiis.

### Anni 2000
Ritorna Maffei alla conduzione al posto di Galeazzi e vengono cancellate le rubriche Cambio di campo e Solo per i finali: quindi va in onda solo 90º minuto. Dal 2002 le prime novità con l'arrivo del moviolista Carlo Longhi, dell'opinionista Giorgio Tosatti e l'introduzione del pubblico in studio, caratteristica che apparirà e scomparirà fino a essere ripristinata definitivamente dal 2017-2018. Il programma, inoltre, nel 2003 non va in onda nelle ultime giornate di Serie B, poiché il campionato cadetto viene spostato al sabato.
Dal 31 agosto 2003 il programma affronta un nuovo cambio di conduzione con l'arrivo di Paola Ferrari in luogo di Maffei (passato a Rai 2 con Domenica Sprint). L'anno successivo l'orario viene anticipato alle ore 18:00, viene rinnovata la grafica e inoltre non viene più letta la schedina Totocalcio, sostituita dai soli risultati della Serie A.

#### Il cambio di canale televisivo (dal 2005)
La trasmissione rischia di scomparire dal palinsesto della Rai nel 2005 quando Mediaset acquisisce i diritti per la trasmissione delle partite di Serie A e crea su Canale 5 un nuovo programma calcistico domenicale intitolato Serie A - Il grande calcio, che però, nonostante il cambio di conduzione – da Paolo Bonolis a Enrico Mentana – causato dai bassi ascolti, non ha comunque successo, tanto che l'anno successivo le sintesi calcistiche passano su Italia 1 nel programma Controcampo - Ultimo minuto.
La Rai ottenne comunque l'acquisizione dei diritti per la trasmissione delle immagini delle partite di Serie B, mantenendo quindi il programma nel palinsesto su Rai 3, al sabato, con la conduzione di Franco Lauro. Dall'edizione 2006-2007 a quella 2011-2012 va in onda anche un'edizione dedicata alla Champions League, chiamata 90º minuto Champions, in seconda serata nei giorni in cui si gioca la competizione. La trasmissione dedicata all'ex Coppa dei Campioni esisteva in realtà sulla RAI già dal 2006, con i nomi di Martedì Champions e di Un mercoledì da campioni (a seconda del giorno in cui andava in onda).
Il 9 settembre 2007 sono intervenuti all'interno della trasmissione Quelli che il calcio alcuni dei mitici corrispondenti dai campi ai tempi della conduzione di Paolo Valenti.
Dal 31 agosto 2008 la trasmissione è tornata a trasmettere i servizi sulle partite della Serie A su Rai 2. L'edizione dedicata alla Serie B viene comunque confermata, rimanendo su Rai 3 fino alla stagione 2011-12.
Con il ritorno della RAI nel trasmettere le azioni delle partite, la trasmissione si sdoppia: al sabato con 90º minuto - Serie B su Rai 3 (condotto da Mario Mattioli) e la domenica con 90º minuto - Serie A su Rai 2 alle 18:05, condotto da Franco Lauro con opinionista Galeazzi e con moviolista l'ex arbitro internazionale Carlo Longhi.
Nel 2006-07 la trasmissione del martedì era condotta da Paola Ferrari, quella del mercoledì da Marco Civoli. Nel 2007-08 entrambe le trasmissioni furono condotte da Civoli, nel 2008-09 entrambe dalla Ferrari, che viene confermata anche alla conduzione di 90º minuto Champions per la stagione 2009-10.
Dalla stagione 2010-11, con la scomparsa della moviola, non è presente Longhi; cambia anche l'opinionista (Iacopo Volpi in luogo di Galeazzi), mentre è confermato alla guida del programma Lauro. Le sintesi dei filmati non sono più raccontate in diretta ma vengono mandate con la telecronaca differita degli inviati Rai per ciascun campo di calcio (una cosa molto simile è avvenuta per le sintesi dei recenti mondiali di calcio del 2010). Gli inviati in diretta si limitano solo al commento finale. Dal 2012 l'appuntamento del sabato dedicato alla Serie B passa da Rai 3 a Rai 2 e il programma dura un'ora e un quarto.
Le puntate di 90º Minuto - Serie B del 1º maggio 2010 e del 1º maggio 2012 vanno in onda su Rai 2, perché Rai 3 trasmette in diretta il Concerto del Primo Maggio. La puntata di 90º Minuto - Serie B del 14 aprile 2012 va in onda senza immagini e con una durata di circa 15 minuti a causa della morte di Piermario Morosini, giocatore del Livorno che, durante la partita contro il Pescara, mentre la sua squadra vinceva per 2-0, si è accasciato a terra ed è poi deceduto attorno alle 16:45, evento a seguito del quale tutte le partite di Serie A, di Serie B, di Lega Pro e della LND furono rinviate. Nel 2014 la conduzione passa a Marco Mazzocchi. Da quest'edizione i telespettatori possono interagire con la trasmissione e i suoi ospiti attraverso i principali social network. Ulteriore spazio alle immagini, ai commenti, alle curiosità sul campionato e alle interviste ai protagonisti durante 90º minuto Tempi supplementari, in onda dalle 19:35 su Rai Sport 1.
A partire dalla stagione 2012-13 Rai 2 ha trasmesso sia l'edizione dedicata alla Serie A che quella dedicata alla Serie B, edizione quest'ultima conclusasi nel 2018. A partire dalla stagione 2015-16, la trasmissione, condotta da Paola Ferrari e Marco Mazzocchi, è divisa in tre blocchi per questioni di diritti televisivi:
- 90º minuto Zona mista, al posto di Stadio Sprint
- 90º minuto
- 90º minuto Tempi supplementari

Dalla stagione 2017-18 viene cancellato il segmento Tempi supplementari, sostituito da Antidoping, una nuova trasmissione condotta da Alessandro Antinelli.
Dalla stagione 2018-2019 lo storico spin-off dedicato alla Serie B, principalmente a causa della frammentazione del calendario calcistico, trasloca su Rai Sport con il titolo "90º minuto del Sabato" condotto da Giovanna Carollo, mentre nell'estate 2020 la trasmissione va in onda nella fascia oraria serale con il sottotitolo Notte Gol, in quanto, a causa della pandemia di COVID-19, i campionati sono stati sospesi durante il periodo primaverile (durante il quale l'intero Stato italiano è stato posto in lockdown) per poi ricominciare in estate, con le partite giocate più tardi di quanto avviene normalmente a causa del caldo estivo.

### Anni 2020
Per la stagione 2021-22 il programma è condotto da Marco Lollobrigida, proveniente dalla trasmissione A tutta rete, affiancato da Giovanna Carollo. Tra gli ospiti, la novità principale risiede in Daniele Adani, passato in Rai da Sky, a cui è affidata la rubrica La tripletta di Adani a inizio puntata. Da questa stagione vengono rinnovati sigla, logo e studio e, inoltre, l'inizio è posticipato alle 18:30, complice un rinnovo del palinsesto domenicale della seconda rete.
Per la stagione 2022-2023 Lollobrigida viene confermato con ospiti fissi Daniele Adani, Marco Tardelli, Milena Bertolini ed Evelina Christillin. Il 4 gennaio 2023 va in onda eccezionalmente su Rai 3 alle 23:30. Il 4 giugno va in onda da Napoli in uno studio allestito davanti a Castel dell'Ovo in occasione della festa dello scudetto del Napoli dalle 18:20 alle 20:30 e poi di nuovo dalle 21 per uno spezzone dopo il TG2. L'anno seguente invece torna alla conduzione Paola Ferrari affiancata da Paolo Paganini.

#### Lo sdoppiamento del programma (2024-2025)
A partire dalla stagione 2024-2025 si registra una importantissima novità: la Rai decide, dopo 54 anni, di non mandare più in onda 90º minuto alla domenica pomeriggio. Il format viene quindi notevolmente ridimensionato e suddiviso in 2 piccoli slot che andranno nel palinsesto, uno al sabato e l'altro al lunedì, in tarda serata: la decisione è stata resa necessaria sia dall'inesorabile crollo degli ascolti invocato da Auditel che dalla numerosa frammentazione di anticipi e posticipi presente in ciascuna giornata di campionato (attualmente in Serie A vengono disputate solo due partite alle 15 della domenica pomeriggio), oltre che dalla diversa fruizione delle partite di calcio da parte dei telespettatori rispetto al passato.

#### L'abbandono definitivo del branding "90° minuto" (2025)
Nella stagione 2025-2026 si decide di modificare nuovamente l'offerta dei 2 slot in seconda serata. Scompare infatti per sempre il branding "90° Minuto", e la trasmissione del weekend viene titolata Il Sabato al 90° condotta da Alberto Rimedio e Barbara Pedrotti. Mentre per quanto riguarda il lunedì si inserisce la novità Il Processo al 90° (ispirato dallo storico "Il processo del lunedì") con Paola Ferrari e Marco Mazzocchi.  Entrambi i programmi proseguono la loro messa in onda su Rai 2 poco dopo le 23:00.

## Edizioni
| Edizione | Stagione  | Conduttore          | Conduttore           | Conduttore          |
| -------- | --------- | ------------------- | -------------------- | ------------------- |
| 1ª       | 1970-1971 | Paolo Valenti       | Maurizio Barendson   | Maurizio Barendson  |
| 2ª       | 1971-1972 | Paolo Valenti       | Maurizio Barendson   | Maurizio Barendson  |
| 3ª       | 1972-1973 | Paolo Valenti       | Maurizio Barendson   | Maurizio Barendson  |
| 4ª       | 1973-1974 | Paolo Valenti       | Maurizio Barendson   | Maurizio Barendson  |
| 5ª       | 1974-1975 | Paolo Valenti       | Maurizio Barendson   | Maurizio Barendson  |
| 6ª       | 1975-1976 | Paolo Valenti       | Maurizio Barendson   | Maurizio Barendson  |
| 7ª       | 1976-1977 | Paolo Valenti       |                      |                     |
| 8ª       | 1977-1978 | Paolo Valenti       |                      |                     |
| 9ª       | 1978-1979 | Paolo Valenti       |                      |                     |
| 10ª      | 1979-1980 | Paolo Valenti       |                      |                     |
| 11ª      | 1980-1981 | Paolo Valenti       |                      |                     |
| 12ª      | 1981-1982 | Paolo Valenti       |                      |                     |
| 13ª      | 1982-1983 | Paolo Valenti       |                      |                     |
| 14ª      | 1983-1984 | Paolo Valenti       |                      |                     |
| 15ª      | 1984-1985 | Paolo Valenti       |                      |                     |
| 16ª      | 1985-1986 | Paolo Valenti       |                      |                     |
| 17ª      | 1986-1987 | Paolo Valenti       |                      |                     |
| 18ª      | 1987-1988 | Paolo Valenti       |                      |                     |
| 19ª      | 1988-1989 | Paolo Valenti       |                      |                     |
| 20ª      | 1989-1990 | Paolo Valenti       |                      |                     |
| 21ª      | 1990-1991 | Fabrizio Maffei     |                      |                     |
| 22ª      | 1991-1992 | Fabrizio Maffei     | Bruno Pizzul         | Bruno Pizzul        |
| 23ª      | 1992-1993 | Gian Piero Galeazzi | Gian Piero Galeazzi  | Gian Piero Galeazzi |
| 24ª      | 1993-1994 | Gian Piero Galeazzi | Gian Piero Galeazzi  | Gian Piero Galeazzi |
| 25ª      | 1994-1995 | Gian Piero Galeazzi | Gian Piero Galeazzi  | Gian Piero Galeazzi |
| 26ª      | 1995-1996 | Gian Piero Galeazzi | Gian Piero Galeazzi  | Gian Piero Galeazzi |
| 27ª      | 1996-1997 | Gian Piero Galeazzi | Gian Piero Galeazzi  | Gian Piero Galeazzi |
| 28ª      | 1997-1998 | Gian Piero Galeazzi | Gian Piero Galeazzi  | Gian Piero Galeazzi |
| 29ª      | 1998-1999 | Gian Piero Galeazzi | Gian Piero Galeazzi  | Gian Piero Galeazzi |
| 30ª      | 1999-2000 | Fabrizio Maffei     | Fabrizio Maffei      | Fabrizio Maffei     |
| 31ª      | 2000-2001 | Fabrizio Maffei     | Fabrizio Maffei      | Fabrizio Maffei     |
| 32ª      | 2001-2002 | Fabrizio Maffei     | Fabrizio Maffei      | Fabrizio Maffei     |
| 33ª      | 2002-2003 | Fabrizio Maffei     | Giorgio Tosatti      | Carlo Longhi        |
| 34ª      | 2003-2004 | Paola Ferrari       | Giorgio Tosatti      | Carlo Longhi        |
| 35ª      | 2004-2005 | Paola Ferrari       | Giorgio Tosatti      | Carlo Longhi        |
| 36ª      | 2005-2006 | Paola Ferrari       | Giorgio Tosatti      | Carlo Longhi        |
| 37ª      | 2006-2007 | Paola Ferrari       | Giorgio Tosatti      | Carlo Longhi        |
| 38ª      | 2007-2008 | Paola Ferrari       | Giorgio Tosatti      | Carlo Longhi        |
| 39ª      | 2008-2009 | Franco Lauro        | Franco Lauro         | Franco Lauro        |
| 40ª      | 2009-2010 | Franco Lauro        | Franco Lauro         | Franco Lauro        |
| 41ª      | 2010-2011 | Franco Lauro        | Franco Lauro         | Franco Lauro        |
| 42ª      | 2011-2012 | Franco Lauro        | Franco Lauro         | Franco Lauro        |
| 43ª      | 2012-2013 | Franco Lauro        | Franco Lauro         | Franco Lauro        |
| 44ª      | 2013-2014 | Franco Lauro        | Franco Lauro         | Franco Lauro        |
| 45ª      | 2014-2015 | Marco Mazzocchi     | Marco Mazzocchi      | Marco Mazzocchi     |
| 46ª      | 2015-2016 | Paola Ferrari       | Marco Mazzocchi      | Gianpaolo Ormezzano |
| 47ª      | 2016-2017 | Paola Ferrari       | Alberto Rimedio      | Mario Sconcerti     |
| 48ª      | 2017-2018 | Paola Ferrari       | Alberto Rimedio      | Mario Sconcerti     |
| 49ª      | 2018-2019 | Simona Rolandi      | Alessandro Antinelli | Gianni De Biasi     |
| 50ª      | 2019-2020 | Simona Rolandi      | Enrico Varriale      | Gianni De Biasi     |
| 51ª      | 2020-2021 | Paola Ferrari       | Enrico Varriale      | Gianfranco Teotino  |
| 52ª      | 2021-2022 | Marco Lollobrigida  | Giovanna Carollo     | Giovanna Carollo    |
| 53ª      | 2022-2023 | Marco Lollobrigida  | Marco Lollobrigida   | Marco Lollobrigida  |
| 54ª      | 2023-2024 | Paola Ferrari       | Paolo Paganini       | Paolo Paganini      |
| 55ª      | 2024-2025 | Paola Ferrari       | Marco Mazzocchi      | Marco Mazzocchi     |

## Staff

### Conduttori di90º minuto Serie B
- 2005-2008: Franco Lauro
- 2008-2011: Mario Mattioli (sostituito per alcune puntate dell'edizione 2010-11 da Simona Rolandi)
- 2011-2012: Alberto Rimedio (fino a novembre 2012)
- 2012-2016: Andrea Fusco (da novembre 2012; sostituito nella prima puntata dell'edizione 2015-16 e, in alcuni casi, nelle giornate in cui si è giocato la domenica, da Marco Lollobrigida)
- 2016-2018: Paolo Paganini

### Conduttori di90º minuto del Sabato
- 2018-2021: Giovanna Carollo

### Conduttori di90º minuto Champions
- 2006-2007: Paola Ferrari (Martedì Champions) e Marco Civoli (Un mercoledì da campioni)
- 2007-2008: Marco Civoli (sia Martedì Champions che Un mercoledì da campioni)
- 2008-2010: Paola Ferrari (nella stagione 2008-09 sia Martedì Champions che Un mercoledì da campioni, nella stagione 2009-10 90º minuto Champions e, su Rai Sport 1, Aspettando la Champions e 91º minuto Champions)
- 2010-2012: Andrea Fusco

## Spin-off

### Minuto Zero
In occasione dei campionati mondiali di calcio di Italia '90, la trasmissione diventò Minuto Zero. A differenza di 90º minuto, questa trasmissione era un salotto, sempre condotto da Paolo Valenti, che ogni volta ospitava due giornalisti, conduttori, attori e campioni di altri sport; al termine della trasmissione Valenti consegnava loro la mascotte dei mondiali, Ciao. Due erano le edizioni di questo programma, alle ore 14:00 e alle ore 17:00, e al loro interno venivano presentate le partite in programma. La trasmissione durò per tutta la durata del Mondiale, dall'8 giugno all'8 luglio 1990. A curare i collegamenti con gli stadi delle partite erano i tradizionali corrispondenti di 90º minuto:
- Per le partite di Milano: Gianni Vasino, Marco Lucchini Gabriolo e Tonino Carino
- Per le partite di Torino: Cesare Castellotti, Carlo Nesti e Franco Costa
- Per le partite di Verona: Ferruccio Gard, Roberto Reale e Sergio Tazzer
- Per le partite di Udine: Maurizio Calligaris, Claudio Cojutti e Fulvio Molinari
- Per le partite di Genova: Giorgio Bubba, Alfredo Liguori e Piero Oneto
- Per le partite di Bologna: Roberto Scardova, Filippo Vendemmiati, Simonetta Martellini
- Per le partite di Firenze: Marcello Giannini, Gianfranco Pancani e Rolando Nutini
- Per le partite di Roma: Gian Piero Galeazzi, Fabrizio Maffei e Donatella Scarnati
- Per le partite di Cagliari: Antonio Capitta e Luigi Coppola
- Per le partite di Napoli: Luigi Necco, Italo Kuhne e Maurizio Romano
- Per le partite di Bari: Franco Strippoli, Giampiero Bellardi e Doriana Laraia
- Per le partite di Palermo: Luigi Tripisciano, Mario Petrina e Gianni Pietrosanti
- Per le partite da Pescara: Mario Santarelli

### 90º minuto Serie B
È uno spin-off andato in onda dal 2005 al 2018 sulla serie cadetta.

### 90º minuto Champions
È uno spin-off andato in onda dal 2006 al 2012 dedicato agli incontri della UEFA Champions League.

### 90º... del Sabatoe90esimo Minuto di Sabato
A partire da settembre 2018 e fino a maggio 2021 è andato in onda 90º minuto del Sabato, ovvero la versione serale del sabato, dalle 23:00 alle 0:30 su Rai Sport. Format e staff del programma rimasero gli stessi della trasmissione madre, con l'unica differenza che il tutto restò incentrato sul campionato di Serie B, le cui sintesi e il commento furono affidati a Giovanna Carollo e Bortolo Mutti. Per quanto riguarda la Serie A vennero trasmesse solo le conferenze stampa degli allenatori, analizzate successivamente in studio (le sintesi delle partite del massimo campionato vennero trasmesse tutte su Rai 2 il giorno successivo).
Lo spin-off fu riproposto nella stagione 2024-2025 come 90esimo Minuto di Sabato con conduttori Paola Ferrari e Paolo Paganini e opinionisti ricorrenti Marco Tardelli, Bruno Giordano, Ubaldo Righetti, Aurelio Capaldi e alla moviola Massimiliano Saccani.

### 90esimo Minuto di Lunedì
Questo nuovo format venne proposto nella stagione 2024-2025 in seconda serata su Rai 2 con alla conduzione Marco Mazzocchi e opinionisti Valeria Ciardiello, Tony Damascelli, Sebino Nela, Antonio Di Gennaro, Angelo Di Livio, Erika Calvani, Hernanes e alla moviola Mauro Bergonzi.

## Sigla del programma
Sin dagli esordi, l'inconfondibile sigla di testa del programma è stata il brano jazz intitolato Pancho, composto da Julius Steffaro (che incise il brano con lo pseudonimo di Jack Trombey); in particolare furono usati gli ultimi 16 secondi del brano. Esso fu pubblicato per la prima volta in Italia su CD singolo il 10 aprile 2009.
Nella stagione 2022-2023, in seguito a un restyling delle sigle dei programmi di Rai Sport che ha compreso anche quella de La Domenica Sportiva, tale brano viene impiegato solo per l'introduzione in studio. Tuttavia, dopo appena una stagione, viene ripristinato come sigla di testa.

## Premi e riconoscimenti
- Telegatto 1984
- Telegatto 1991
- Telegatto 2001

## Controversie
Negli anni ottanta, Gaetano Abrescia, un tifoso ripreso nel 1969 mentre assisteva a una partita di calcio, la cui immagine era stata trasmessa per sei anni consecutivi all’interno della sigla di apertura, ottenne la cessazione della diffusione di tale immagine in quanto la Rai non gli aveva mai richiesto alcuna autorizzazione per l’utilizzo.